# Wallace Nesbitt

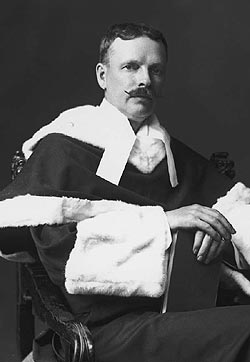
Wallace Nesbitt (Juni 1903)

Wallace Nesbitt, KC (* 13. Mai 1858 in Woodstock, Westkanada, heute: Ontario; † 7. April 1930) war ein kanadischer Jurist, der zwischen 1903 und 1905 Richter am Obersten Gerichtshof von Kanada war.

## Leben
Nesbitt, Sohn von John W. Nesbitt und Mary Wallace, schrieb sich nach dem Besuch des Woodstock College als Student bei der Law Society von Oberkanada ein und absolvierte ein damals übliches Studium der Rechtswissenschaften in einer Anwaltskanzlei in Woodstock. Nach seiner anwaltlichen Zulassung 1881 nahm er zunächst eine Tätigkeit als Rechtsanwalt in Hamilton auf. Er wechselte aber bereits 1882 in die Anwaltskanzlei McCarthy, Osler, Hoskin & Creelman nach Toronto und war im Anschluss zwischen 1892 und 1903 Anwalt in der dortigen Rechtsanwaltskanzlei Beatty, Chadwick, Blackstock & Galt tätig. Als solcher nahm er oftmals an Sitzungen des Rechtsausschusses des britischen Privy Council in London teil.
Im Anschluss wurde Nesbitt am 16. Mai 1902 von Premierminister Wilfrid Laurier zum Richter am Obersten Gerichtshof von Kanada berufen. Er gehörte dem Obersten Gerichtshof bis zu seinem Rücktritt am 4. Oktober 1905 an.
Nach seinem Ausscheiden aus dem Obersten Gerichtshof war Nesbitt wieder als Rechtsanwalt tätig und wurde für seine anwaltlichen Verdienste zum Kronanwalt (King’s Counsel) ernannt. Er war zudem zwischen 1923 und 1927 Präsident der Anwaltsgesellschaft von Ontario (Ontario Bar Association) sowie von 1928 bis 1929 Präsident der Kanadischen Anwaltsgesellschaft (Canadian Bar Association).